# Riacho Santíssimo
Riacho Santíssimo är ett periodiskt vattendrag i Brasilien.   Det ligger i delstaten Paraíba, i den östra delen av landet, 1 500 km nordost om huvudstaden Brasília.
Omgivningarna runt Riacho Santíssimo är huvudsakligen savann. Runt Riacho Santíssimo är det ganska glesbefolkat, med 28 invånare per kvadratkilometer.